# 10.ª Divisão (Japão)
A 10ª Divisão foi uma divisão de infantaria do Império do Japão que serviu durante a Segunda Guerra Mundial. A divisão foi formada 1 de outubro de 1898 em Himeji, sendo desmobilizada no mês de setembro de 1945 com o fim da guerra.

## Comandantes
| Comandante                      | Data                                          |
| ------------------------------- | --------------------------------------------- |
| Lt. General Mankichi Kanakubo   | 9 de agosto de 1918 - 11 de março de 1921     |
| General Kazushige Ugaki         | 11 de março de 1921 - 13 de maio de 1922      |
| Lt. General Katsuya Kanto       | 13 de maio de 1922 - 4 de fevereiro de 1924   |
| Lt. General Yoshiya Fukuhara    | 4 de fevereiro de 1924 - 2 de março de 1926   |
| Lt. General Naotoshi Hasegawa   | 2 de março de 1926 - 29 de fevereiro de 1928  |
| General Shigeru Honjo           | 29 de fevereiro de 1928 - 1 de agosto de 1931 |
| Lt. General Jusuky Hirose       | 1 de agosto de 1931 - 28 de junho de 1934     |
| Lt. General Yoshitsugu Tatekawa | 28 de junho de 1934 - 2 de dezembro de 1935   |
| Lt. General Junrokuro Matsura   | 2 de dezembro de 1935 - 1 de março de 1937    |
| Lt. General Rensuke Isogai      | 1 de março de 1937 - 18 de junho de 1938      |
| Lt. General Yoshio Shinozuka    | 18 de junho de 1938 - 7 de setembro de 1939   |
| Lt. General Toichi Sasaki       | 7 de setembro de 1939 - 1 de março de 1941    |
| Lt. General Jiro Sogawa         | 1 de março de 1941 - 7 de janeiro de 1944     |
| Lt. General Yasuyuki Okamoto    | 7 de janeiro de 1944 - setembro de 1945       |

## Subordinação
- Guarnição de Exército China - 27 de julho de 1937
- 2º Exército - 31 de agosto de 1937
- Exército de Campo Norte da China - 29 de novembro de 1938
- reserva - 11 de agosto de 1939
- Grupo de Exércitos Kwantung - 1 de agosto de 1940
- 14º Exército de Campo - de agosto de 1944

## Ordem da Batalha
agosto de 1940
- 10. Grupo de Infantaria (desmobilizada no dia 1 de março de 1944)
- 10. Regimento de Infantaria
- 39. Regimento de Infantaria
- 63. Regimento de Infantaria
- 10. Regimento de Reconhecimento
- 10. Regimento de Artilharia de Campo
- 10. Regimento de Engenharia
- 10. Regimento de Transporte
- Unidade de comunicação